# Residência Kangdong
A Residência Kangdong  é o retiro de verão e a segunda residência principal do líder norte-coreano Kim Jong Un, além da Residência Ryongsong. 

## Localização
A residência está localizada em Kangdong-gun, um condado suburbano de Pyongyang, a cerca de 30 quilômetros (19 mi) a nordeste da Praça Kim Il-sung.  O rio Taedong fica a apenas 1 quilômetro (0,62 mi) ao norte.  O tamanho de todo o complexo é de cerca de 4 quilômetros quadrados. De acordo com o ex-guarda-costas de Kim Jong Il, Lee Young-kuk, há pelo menos oito residências de líderes norte-coreanos fora de Pyongyang. 

## Descrição
O complexo foi construído na década de 1980 e ampliado na década de 1990 sob as ordens de Kim Jong Il.  Contém edifícios para Kim Jong Il, sua falecida esposa Ko Yong-hui, sua irmã Kim Kyong-hui e seu cunhado Jang Sung-taek.  A área é utilizada principalmente como residência de verão, para passar férias  ou para festas com funcionários próximos.  A propriedade possui um jardim elaborado, situado ao redor de muitos lagos. Existem inúmeras casas de hóspedes e um salão de banquetes.  Todo o complexo é uma área de segurança máxima, cercada por duas cercas blindadas  com guaritas e postos de controle, claramente visíveis em imagens de satélite. O ex-cozinheiro de Kim Jong Il, Kenji Fujimoto, trabalhava e morava em uma casa de hóspedes dentro do complexo e forneceu algumas fotos datadas de 1989.  A análise das imagens de satélite mostrou que a área mudou significativamente desde então e mesmo depois de 2006 foram construídos novos edifícios e uma nova estação ferroviária.  Desertores relataram que em Hyangmok-ri, não muito longe da residência e do Mausoléu de Tangun, o local de nascimento de Kim Jong Un está sendo construído,  embora ele tenha nascido em Changsong, província de Pyongan do Norte. 